# エロマンガ盆地
エロマンガ盆地（エロマンガぼんち、英語: Eromanga Basin）は、オーストラリア北中部にある中生代に形成された大きな堆積盆地である。
クイーンズランド州・ノーザンテリトリー・南オーストラリア州・ニューサウスウェールズ州にまたがり、グレートアーテジアン盆地（大鑽井盆地）の大部分を占める。面積は1,000,000 km²であり、一部はクーパー盆地と重なっている。
エロマンガ盆地の地質は、砂岩・シルト岩・泥岩・石炭・頁岩および赤色層からなる。2つの衝突クレーターによる構造（Mount Toondina craterとTookoonooka crater）がエロマンガ盆地内に見られる。
クイーンズランド州と南オーストラリア州では、エロマンガ盆地は石油生産のために探検され、開発されてきた。商業ベースに達する量の天然ガスは1976年に、石油は1978年に発見された。エロマンガ盆地内にあるジャクソンの油田は、オーストラリア最大の陸上油田である。ムンバは南オーストラリア州のエロマンガ盆地における石油生産拠点である。
ニューサウスウェールズ州内のエロマンガ盆地は、ほとんど調査されていない。